# Kattengat

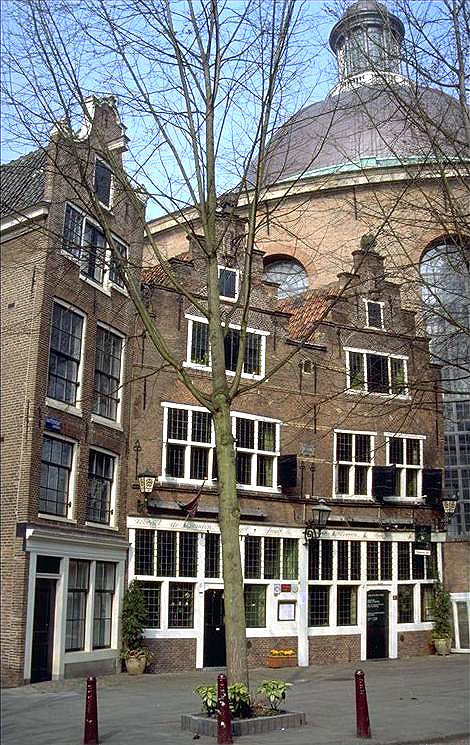
Het Kattengat met op de achtergrond de koepel van de voormalige Ronde Lutherse Kerk

Het Kattengat is een korte straat in Amsterdam-Centrum. De straat loopt van oost naar west en begint als zijstraat van de Spuistraat. Bij de Smaksteeg komt de straat uit op de Stromarkt gelegen aan het Singel.
Oorspronkelijk was het Kattengat een smal grachtje in een V-vorm dat van de Nieuwezijds Achterburgwal (thans Spuistraat) in twee gedeelten naar het Singel liep.
In de tweede helft van de 19e eeuw is het grachtje gedempt. De linkerpoot van de V heet sinds 2 oktober 1873 Koggestraat. Het Kattengat is in 1936 door sloop aanzienlijk verbreed.
Ten westen van de straat staat de voormalige Ronde Lutherse Kerk die sinds 1975 behoort tot het "Sonesta Hotel" tegenwoordig het "Renaissance Hotel" gelegen tussen de Ossenspooksteeg en de Jeroenensteeg nabij de vroegere Sint Jeroenentoren die in de 15e eeuw op de stadsmuur stond. Er werd een ondergrondse tunnel onder het Kattengat aangelegd, waardoor hotelgasten de als congres- en concertzaal dienende koepel konden bereiken.
De straat kent evenals de Stromarkt eenrichtingsverkeer richting het Singel.
De naam Kattengat verwijst naar een nauwe doorgang, een gat zo smal dat er geen kat door kon. Een andere verklaring voor de naam is de vroegere bodemgesteldheid, drassig land waar kattenkruid groeit.
Verder in Amsterdam:
- Kattenlaan, deze ligt in Oud-West, in de buurt van het Vondelpark, op ongeveer twee kilometer van het Kattengat.
- Kattenburg, Oostelijk eiland.
- Kattensloot kanaal tussen de Kostverlorenvaart en de Singelgracht.
- Kattenslootbrug. Deze verbindt de 2 oevers van de Jacob Catskade op de grens van de Frederik Hendrikbuurt en de Staatsliedenbuurt.